# Општина Чудановица (Караш-Северин)
Чудановица (рум. Ciudanoviţa) општина је у Румунији у округу Караш-Северин.
Oпштина се налази на надморској висини од 363 m.